# Lønstrup
Lønstrup ist ein Ort mit 555 (1. Januar 2023) Einwohnern in der norddänischen Hjørring Kommune im westlichen Vendsyssel und befindet sich (Luftlinie) ca. 11 km westlich von Hjørring, 12 km nordöstlich von Løkken und 16 km südwestlich von Hirtshals.

## Sehenswürdigkeiten
Im Zentrum von Lønstrup liegt die Lønstrup Kirke, welche seit ihrer Fertigstellung im Jahr 1928 die Mårup Kirke als Pfarrkirche ablöste. Die Küstenlinie näherte sich allmählich dem Standort der Mårup Kirke im Süden Lønstrups und diese drohte in die Nordsee zu stürzen, weshalb sie 2015 endgültig abgebaut wurde. Seitdem ist die Lønstrup Kirke die einzige Kirche im Mårup Sogn und damit auch in Lønstrup. Ebenfalls im Zentrum steht die etwa 100 Jahre alte Lønstrup Mølle.
Etwa 2 km südlich liegt die Wanderdüne Rubjerg Knude mit dem Leuchtturm Rubjerg Knude Fyr, welche jedoch zum Gebiet der Kleinstadt Løkken gehört.
2 km südöstlich Lønstrups befindet sich die 1842 erbaute Vennebjerg Mølle.

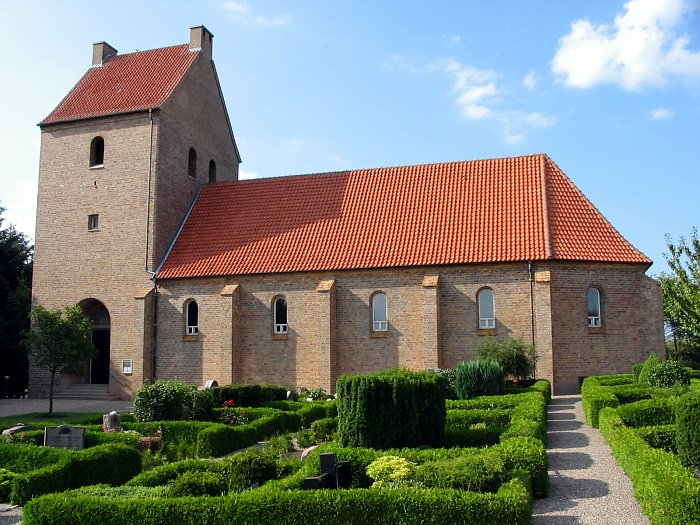
Lønstrup Kirke
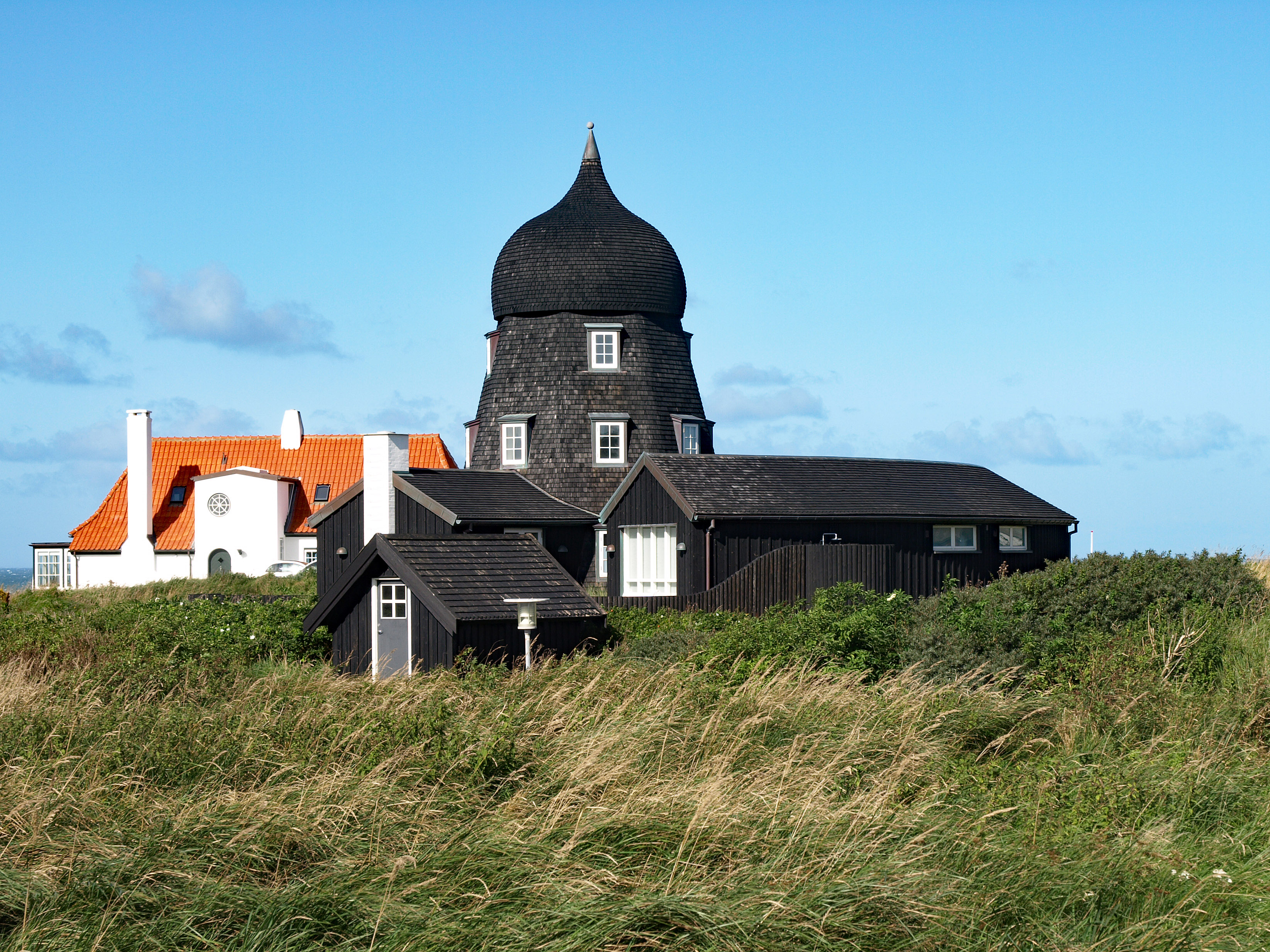
Lønstrup Mølle
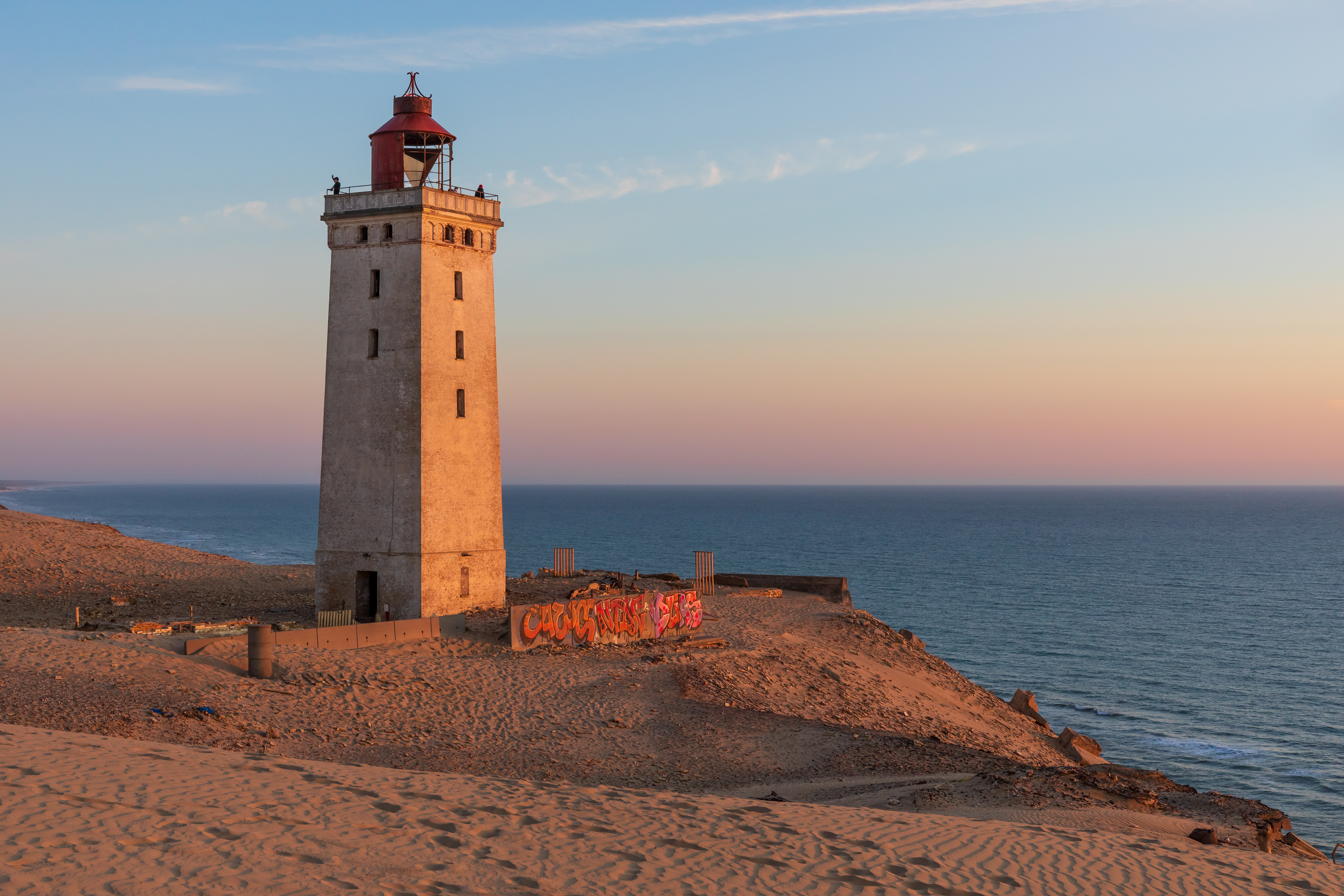
Leuchtturm Rubjerg Knude Fyr vor der Verschiebung
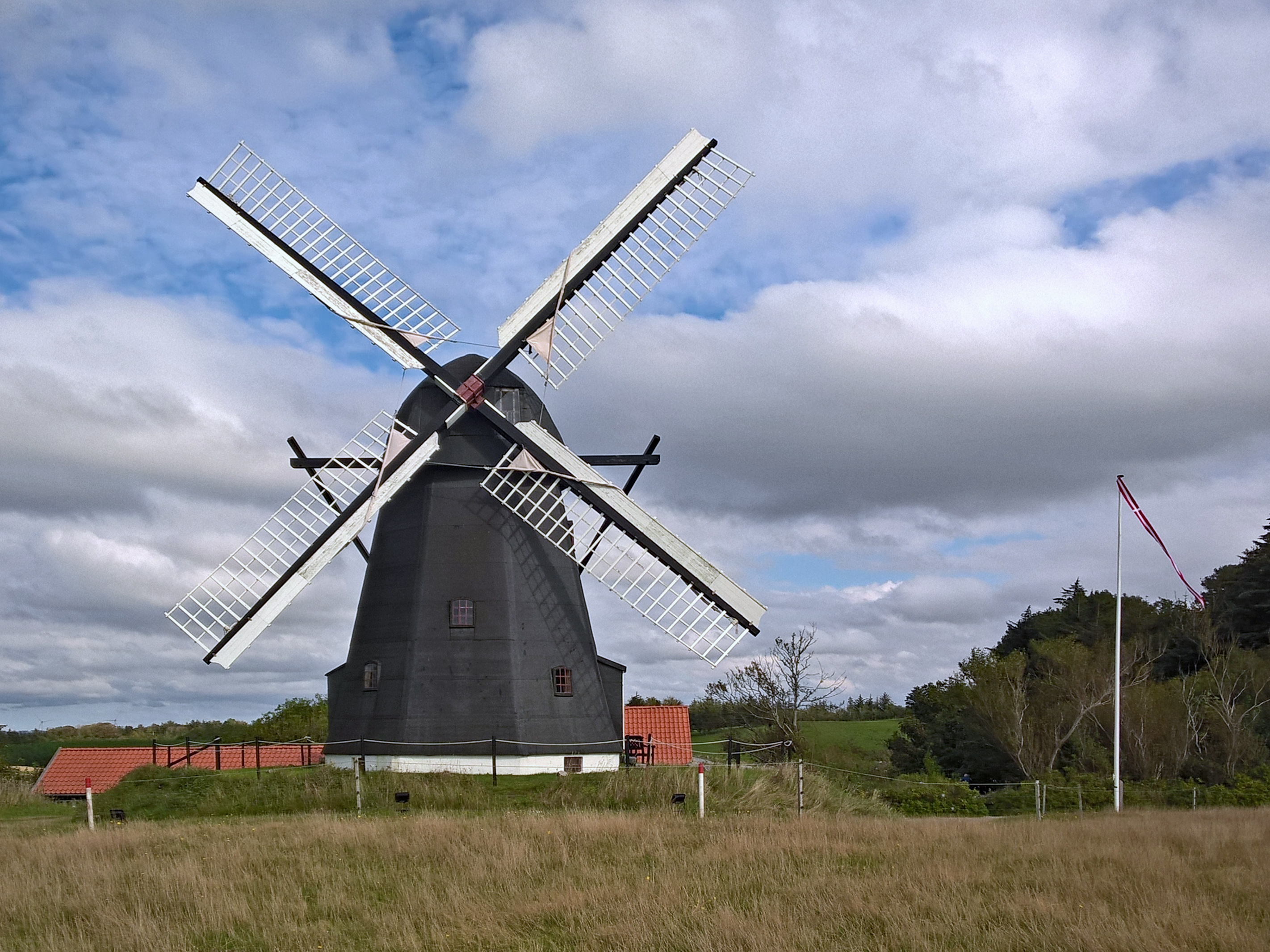
Vennebjerg Mølle

## Tourismus
Der Tourismus spielt in Lønstrup eine große Rolle. Im Ort befinden sich zwei Campingplätze und zahlreiche Ferienhäuser. Die Ferienhausgebiete Nørlev Strand und Skallerup Klit schließen sich direkt nördlich an Lønstrup an. Im Ort gibt es viele Cafés und Restaurants.
Außerdem ist Lønstrup der Ort mit der höchsten Dichte an Kunsthandwerkern in ganz Dänemark. Es gibt Glasbläser, Maler und Schmuckhersteller, die ihre Kunst zumeist in Galerien zur Schau stellen und zum Verkauf anbieten.